# Etra (filla de Tetis)
Segons la mitologia grega, Etra (en grec antic Αἴθρα) va ser una oceànide, una nimfa, filla d'Oceà i de Tetis.
Es va aparellar amb Atlas va ser la mare d'Hiant i de les Híades, segons una de les genealogies. Gai Juli Higí i Ovidi en parlen.